# Air Do
A Air Do é uma empresa aérea com sede em Sapporo, no Japão, foi fundada em 1996 com o nome de Hokkaido International Airlines mudando para seu nome atual em 2012, atualmente trabalha em parceria com a All Nippon Airways.

## Frota

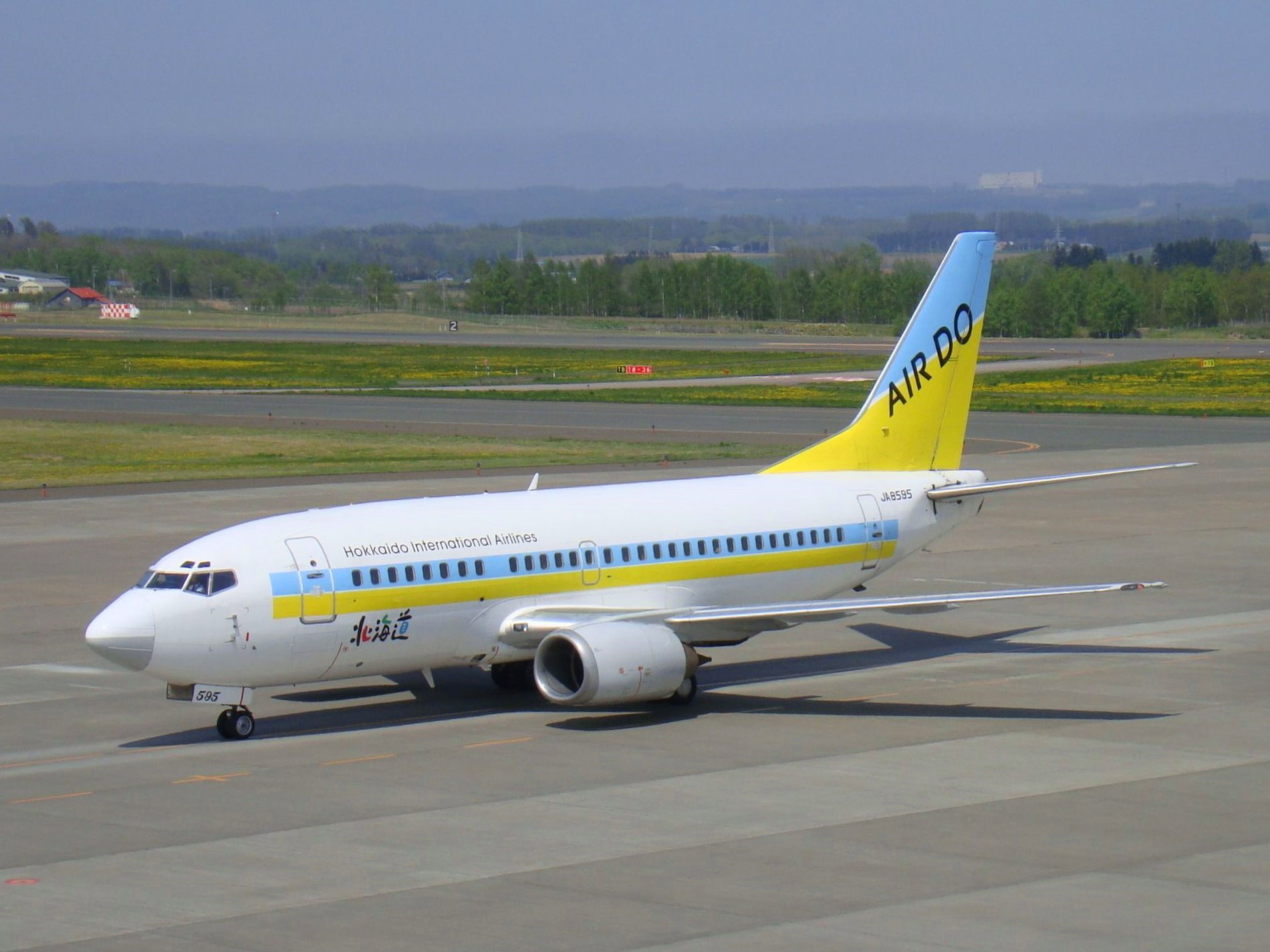
Boeing 737-500 da Air Do.

Em outubro de 2017.
- Boeing 737-700: 9
- Boeing 767-300: 2
- Boeing 767-300ER: 2